# Division de la Lune

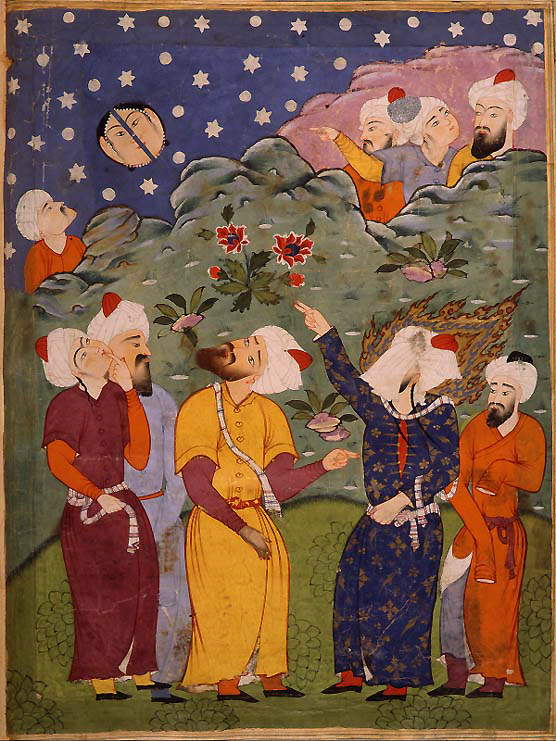
Mahomet (au visage caché) montrant la division de la Lune dans une aquarelle anonyme du XVIe siècle issue de Falnama, un livre de prophétie perse.

La division de la Lune (en arabe : انشقاق القمر, inshiqāq al-qamar) est, selon la religion musulmane, un miracle attribué à Mahomet, prophète le plus important de celle-ci. Il est rapporté dans le Coran, aux deux premiers versets de la sourate 54, intitulée Al-Qamar (La Lune), et mentionné par les traditions islamiques, notamment à travers le genre littéraire coranique des « circonstances de la Révélation » (asbāb al-nuzūl (en)). Certains commentateurs musulmans, en particulier de la période médiévale, interprètent l'événement comme une division physique littérale de la Lune par Mahomet, tandis que d'autres l'identifient comme un événement qui se produira au Jour du Jugement. D'autres considèrent que cela n'a été qu'une simple illusion d'optique.

## Dans le Coran
S'appuyant sur le texte coranique (Q54:1-3), le récit de la division de la Lune est un miracle attribué à Mahomet qui est souvent cité par la théologie et l'imaginaire populaire islamiques pour prouver sa prophétie. L'évocation coranique de cette division suit un verset consacré aux « signes » que ne voient pas les non-croyants même s'il n'est pas évident que les deux versets aient un lien. Pour Boisliveau, « la fente de la lune est a priori dans le Coran un des signes de l'imminence de la fin des temps ». 
Ce verset a souvent été interprété comme la description d'un miracle de Mahomet ; il aurait, par la permission d'Allah, fendu la lune en deux afin de prouver sa prophétie. Or, cette interprétation ne repose que sur l'interprétation du verbe « fendre » qui signifie aussi « prendre au lacet ». Pour Hanne, ce verset signifiait originellement que la Lune était attrapée, comme « toute la création », en vue du Jugement dernier. Ce verset avait donc la fonction d’être un avertissement du jugement dernier, avant d'avoir été réinterprété en miracle.
Le premier verset a fait couler beaucoup d'encre tant chez les exégètes musulmans que chez les chercheurs. Ce passage est fortement apocalyptique et trouve des parallèles dans le Livre d'Ézéchiel ou l'Épître aux Hébreux. La division de la Lune est un phénomène déjà évoqué dans différents écrits comme l'Ascension de Moïse.

## Évolutions postérieures

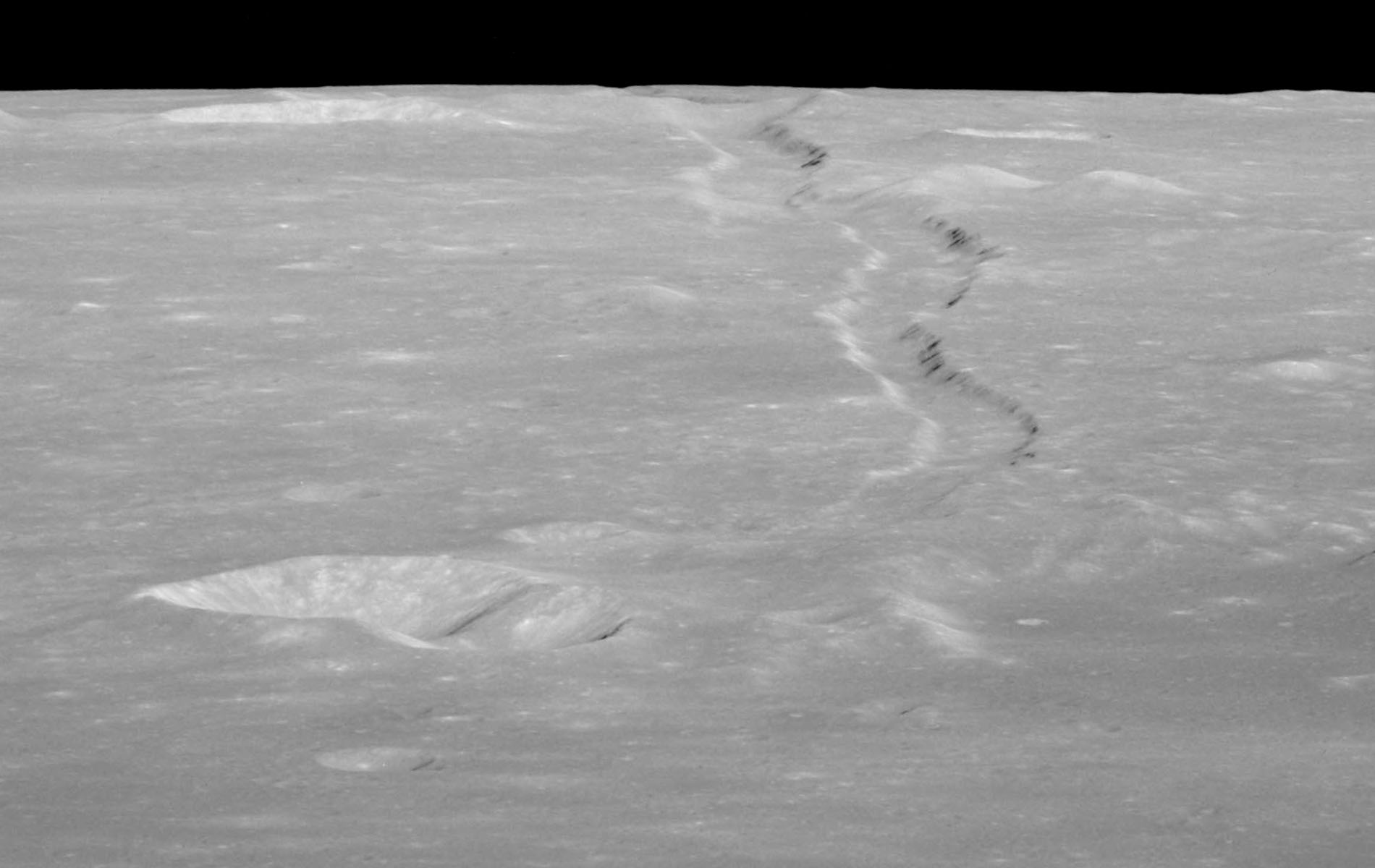
La crevasse Rima Ariadaeus est vue par certains concordistes comme la preuve d'une division de la Lune par Dieu (Allah) à la demande de Mahomet. Pour Brad Bailey de la NASA, Ma recommandation est de ne pas croire tout ce que vous lisez sur Internet. Les articles évalués par les pairs sont les seules sources d'information scientifiquement valables. Aucune preuve scientifique récente n'indique que la Lune ait été scindée en deux parties (ou plus), puis réassemblée à un moment quelconque du passé.

L'étude du tafsir montre une évolution dans la compréhension de ce passage. Ainsi, au-delà de l'aspect eschatologique et futur, Muqatil ibn Sulayman, un des premiers commentateurs, inscrit cet épisode dans la vie de Mahomet et fait évoluer le récit coranique d'une fente lunaire à une réelle division de la lune. Les deux aspects sont présentés par Tabari, même s'il privilégie la division de la lune comme preuve de la prophétie de Mahomet. Cette tendance sera celle des compilateurs de hadiths et la division de la lune du temps de Mahomet est toujours le récit sunnite contemporain. Chez les exégètes musulmans eux-mêmes se retrouve ce désaccord entre une traduction au passé, ce qui serait soit une évocation d'une éclipse, soit celle d'un miracle, ou d'une traduction au futur. 
Pour Hanne, « l'étude de la langue coranique et de sa logique propre a souligné combien le texte sacré avait parfois des sens différents de ceux retenus par l'exégèse des VIIIe – Xe siècles ». Pour Boisliveau, « on rejoint ici une tendance observée dans la pensée islamique dès les débuts de l'islam : l'atténuation progressive de l'idée d'imminence de la fin des temps ».
De nos jours, la division de la Lune est considérée, par certains, dans le cadre des miracles scientifiques du Coran. Ainsi, certains prétendent que la NASA aurait trouvé une fissure sur la lune, prouvant la séparation de celle-ci. « Cela est évidemment scientifiquement impossible : les hypothèses avancées par les scientifiques de la NASA à propos de cette fissure n'ont rien à voir avec une telle idée ». Les musulmans ne sont pas unanimes sur l'usage de ces « élucubrations de l'inimitabilité dite “scientifique” ».